# Brachyporus pallidifrons
Brachyporus pallidifrons är en insektsart som beskrevs av Heinrich Hugo Karny 1930. Brachyporus pallidifrons ingår i släktet Brachyporus och familjen Anostostomatidae. Inga underarter finns listade i Catalogue of Life.